# マリオ・ブレガ
マリオ・ブレガ（Mario Brega、1923年3月25日 - 1994年7月23日）は1950年代末から1980年代に活動したイタリアの助演男優。
大きく肥満した巨体で、1960年代には数多くのマカロニ・ウエスタンで悪役を演じた。セルジオ・レオーネ監督作の常連で、『荒野の用心棒』(1964)から『ワンス・アポン・ア・タイム・イン・アメリカ』(1984)に至るまで顔を出している。その他の出演作『西部の英雄バッファロー・ビル』(1963/未ソフト化)『ガンクレイジー』(1966)『新・夕陽のガンマン/復讐の旅』(1967)『荒野の金貨』(1967/未公開)『殺しが静かにやって来る』(1968)『西部決闘史』(1972)『探偵アカデミー』(1985/未公開)など。